# Processus s
Le processus s est un ensemble de processus astrophysiques conduisant à la nucléosynthèse stellaire d'environ la moitié des éléments chimiques de numéro atomique supérieur à celui du fer, l'autre moitié étant produite par le processus p et le processus r. La lettre s signifie qu'il s'agit d'une capture neutronique lente (slow en anglais). Le processus s se déroule typiquement dans les étoiles de la branche asymptotique des géantes en impliquant des températures et des flux de neutrons considérablement moindres que ceux nécessaires au processus r, lequel se déroule lors des fusions d'étoiles à neutrons et dans les supernovae à effondrement de cœur.
Au cours du processus s, les nucléides subissent une capture neutronique pour former un nucléide contenant un nucléon de plus. Si ce dernier est un isotope stable, une capture neutronique supplémentaire peut générer un isotope encore plus lourd du même élément chimique. Si l'isotope produit est instable, une désintégration β– produit un élément dont le numéro atomique est incrémenté d'une unité. C'est un processus lent, d'où son nom, qui laisse le temps à ces désintégrations de se produire avant la capture du neutron suivant. Une succession de telles réactions produit des isotopes stables le long de la vallée de stabilité des isobares par désintégration β de la carte des nucléides.
Une grande variété de nucléides est produite par le processus s en combinaison avec des désintégrations α le long de la chaîne de réactions. L'abondance relative des éléments et isotopes produits dépend de l'intensité des flux de neutrons et des variations d'intensité de ces flux au cours du temps. Ces chaînes de réactions se terminent avec un cycle impliquant le plomb 82Pb, le bismuth 83Bi et le polonium 84Po.
Le processus r produit des isotopes plus lourds et plus riches en neutrons que ceux produits par le processus s ; ces deux processus expliquent l'essentiel de l'abondance relative des éléments chimiques plus lourds que le fer.

(en) Tableau périodique indiquant l'origine cosmogénique de chaque élément. Les éléments produits par processus s sont essentiellement ceux indiqués en vert (composante principale) et en jaune-orangé.

## Processus physique
On considère généralement que le processus s se déroule essentiellement dans les étoiles de la branche asymptotique des géantes à partir des atomes de fer issus de supernovae précédentes. Il se déroule sur des échelles de temps de plusieurs milliers d'années, avec des décennies entre chaque capture neutronique, ce qui est radicalement différent du processus r, qui se déroule en quelques secondes dans des environnements explosifs extrêmement riches en neutrons. La capacité du processus s à produire des éléments plus lourds le long de la vallée de stabilité de la carte des nucléides dépend du flux de neutrons produit par chaque étoile ainsi que du taux de fer de cette dernière.
Les principales sources de neutrons sont les réactions 13C (α, n) 16O et 22Ne (α, n) 25Mg :
| 13 6C   | + | 4 2He | ⟶ | 16 8O   | + | 1 0n | Étoiles peu massives en fin de réaction triple alpha |
| 22 10Ne | + | 4 2He | ⟶ | 25 12Mg | + | 1 0n | Étoiles massives en fin de fusion du carbone         |

Processus s agissant entre l'argent 47Ag et l'antimoine 51Sb.

Le processus s se compose essentiellement d'une composante principale et d'une composante faible. La composante principale produit les éléments situés au-delà du strontium 38Sr et de l'yttrium 39Y et jusqu'au plomb 82Pb dans les étoiles de faible métallicité. Elle se déroule dans les étoiles de faible masse de la branche asymptotique des géantes à partir de la source de neutrons du carbone 13 13C. La composante faible du processus s, en revanche, synthétise les isotopes de la vallée de stabilité depuis le fer 58 58Fe jusqu'au strontium 38Sr et à l'yttrium 39Y et se déroule dans les étoiles massives à la fin des phases de réaction triple alpha et de fusion du carbone à partir de la source de neutrons du néon 22 22Ne. Ces étoiles terminent leur existence sous forme de supernovae qui dispersent ces isotopes dans le milieu interstellaire.
Le processus s est parfois approché dans une région de faible masse à l'aide de l’approximation locale, selon laquelle le rapport entre les abondances d'isotopes voisins est inversement proportionnel au rapport des sections efficaces de capture neutronique de ces isotopes. Cette approximation n'est valide que localement dans la vallée de stabilité, c'est-à-dire entre isotopes de nombres de masse voisins, mais ne l'est pas au niveau des nombres magiques, où les abondances relatives varient de manière abrupte.

Réactions terminales du processus s. Les flèches vertes orientées vers le bas à droite représentent des captures électroniques. La flèche vert foncé orientée vers le bas à gauche représente une désintégration α.

Le flux de neutrons relativement faible censé se produire au cours des processus s, de l'ordre de 105 à 1011 neutrons/cm2/s, ne permet pas de produire des isotopes radioactifs tels ceux de thorium 90Th ou d'uranium 92U. Le cycle qui termine le processus s est 209Bi (n, γ) 210Bi (–, β–) 210Po (–, α) 206Pb (3n, –) 209Pb (–, β–) 209Bi :
| 209 83Bi | + | 1 0n | ⟶ | 210 83Bi | + | γ     |   |    | Capture neutronique |
| 210 83Bi |   |      | ⟶ | 210 84Po | + | e–    | + | νe | Désintégration β–   |
| 210 84Po |   |      | ⟶ | 206 82Pb | + | 4 2He |   |    | Désintégration α    |
Le plomb 206 ainsi formé est un isotope stable, qui peut subir à son tour une triple capture neutronique pour donner du bismuth 209 après une désintégration β– :
| 206 82Pb | + | 3 1 0n | ⟶ | 209 82Pb |   |    |   |    | Captures neutroniques |
| 209 82Pb |   |        | ⟶ | 209 83Bi | + | e– | + | νe | Désintégration β–     |
La résultante de ces réactions est la conversion de quatre neutrons en une particule α, un rayon γ, deux électrons et deux antineutrinos électroniques νe :
| 4 1 0n | ⟶ | 4 2He | + | γ | + | 2 e– | + | 2 νe. |

## Mesures dans les poussières stellaires
Les poussières stellaires sont l'un des constituants des poussières cosmiques. Elles se forment par condensation de la matière éjectée par des étoiles ayant explosé. Elles existaient dans le milieu interstellaire de la Voie lactée avant la formation du Système solaire et se sont trouvées piégées dans les météorites formées dans le disque protoplanétaire. Elles peuvent être observées dans les météorites préservées depuis cette époque et sont habituellement désignées sous le terme de grains présolaires. Ceux qui sont constitués de matériaux produits par processus s sont enrichis en carbure de silicium (SiC).
L'origine de ces grains a été établie au laboratoire en mesurant l'abondance relative des isotopes qui les constituent. La détection des isotopes du xénon produits par processus s a été réalisée dans la météorite de Murchison en 1978, confirmant que ces isotopes seraient enrichis dans les grains de poussière stellaire provenant de géantes rouges. Les grains de carbure de silicium se condensent dans l'atmosphère des étoiles de la branche asymptotique des géantes et capturent la composition isotopique qui s'y trouve, ce qui a pu être établi par spectroscopie de masse.